# Diedrich von Bartels
Diedrich von Bartels (* 1701 in Lübeck; † 21. August 1763) war Kaufmann und Ratsherr der Hansestadt Lübeck.

## Leben

### Herkunft
Diedrich von Bartels war Sohn des gleichnamigen Lübecker Kaufmanns und Enkel des vom Kaiser geadelten Ratsherrn Diedrich (von) Bartels (1633–1689).

### Kauf- und Ratsherr
Nach einer 1714 bei einem Verwandten begonnenen kaufmännischen Lehre ging Bartels 1719 nach Königsberg. Dort wurde er für den Militärdienst in Preußen verpflichtet. Später übernahm er das Lübecker Handelsgeschäft seines Vaters. Bartels wurde 1739 in den Lübecker Rat gewählt. Am selben Tag wurden auf den Druck der Bürgerschaft der Stadt auch die Ratsherren Marcus Tidemann, Johann David Widderich und Paul Vermehren hinzu gewählt, weil der Rat längere Zeit die Selbstergänzung auf die seit dem Bürgerrezess von 1669 vorgeschriebene Zahl von 20 Ratsmitgliedern vernachlässigt hatte. Als Ratsherr war er von 1743 bis 1749 Marstallherr, 1750 Gerichtsherr und 1754 Kämmereiherr. 1761 legte er seine Ratsämter aus gesundheitlichen Gründen nieder. Er blieb dennoch Ratsherr und nahm an den allgemeinen Ratssitzungen weiter teil. Streit entstand hinsichtlich seiner Bezüge als Ratsherr in diesem für Lübeck sehr seltenen Status, weil der Rat diese im gleichen Zuge reduzierte.

### Gutsbesitz

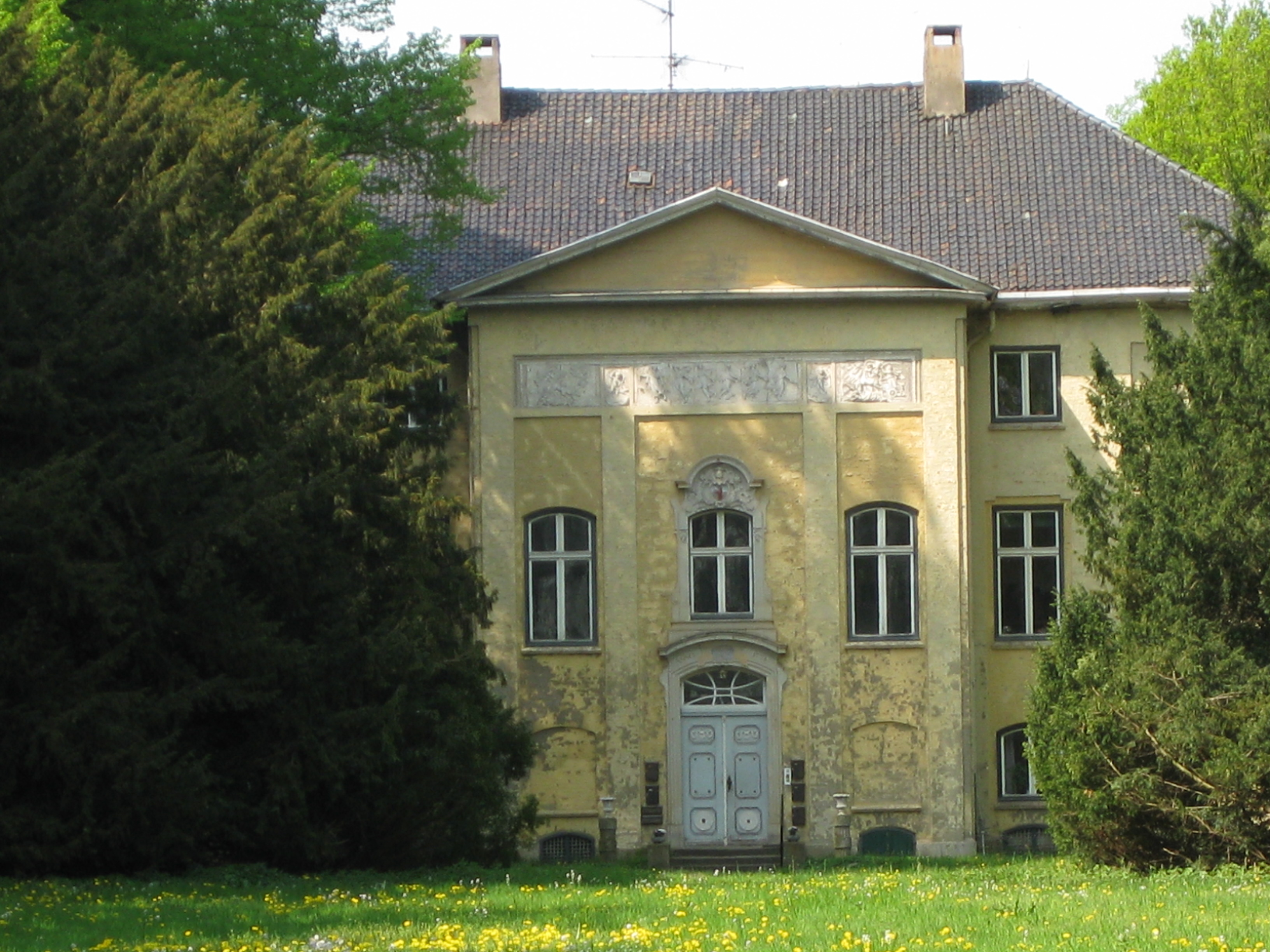
Herrenhaus Niendorf

Bartels erwarb 1755 von Hans Dietrich von Berkentin das Gut Schönfeld, das seinen Erben bis 1771 gehören sollte, und kaufte weiterhin 1761 von dem dänischen Hofmarschall Adam Gottlob von Moltke das Gut Niendorf im heutigen Stadtteil Moisling sowie das dazugehörige Dorf Reecke. Durch den Lübecker Stadtbaumeister Johann Adam Soherr erbaute er 1761–1763 das heute noch stehende klassizistische Herrenhaus in Niendorf.

### Familie
Er heiratete 1727 Margarete Elisabeth, eine Tochter des Kaufmanns Bernhard Heinrich Stolterfoht. Sein Sohn übernahm das Gut Niendorf mit Reecke im Erbgang und ergänzte 1771 den Mittelrisalit am Herrenhaus. An diesem befindet sich neben der Jahreszahl auch nach wie vor das Wappen der Familie von Bartels.
Das Bartelsholz, ein etwa 110 Hektar großer Forst südwestlich von Niendorf, erinnert an den Lübecker Ratsherrn und seine Familie.